# 诺因豪森
诺因豪森（德语、法语：Neunhausen）是卢森堡西北部的一个村庄，属于维尔茨县。 
诺因豪森曾是一个独立的市镇，而且是卢森堡人口最少、人口密度最低的市镇，直至2011年其与海德沙伊德并入市镇叙尔河畔埃施。
截至2001年，诺因豪森村人口数量为62人。

## 旧市镇
诺因豪森旧市镇由以下村庄组成： 
- Bonnal (曾经的行政中心)
- Insenborn
- Lultzhausen
- 诺因豪森
- Bourgfried (称地)